# Baia de Aramă
Baia de Aramă je město na severu rumunské župy Mehedinți v historické oblasti Olténie. Ve městě žije přibližně 4 500 obyvatel, a je tak pátým největším sídlem v župě. Do správy města spadají i vesnice Bratilovu, Brebina, Dealu Mare, Mărășești, Negoești, Pistrița, Stănești, Titerlești.

## Etymologie
Název města se dá do češtiny přeložit jako Měděné Doly, což odkazuje na zvýšený výskyt mědi. Její těžba probíhala v letech 1950 až 1997.

## Historie
Klášterní kostel Baia de Aramă byl postaven na přelomu 17. a 18. století a odráží stylové rysy období rozkvětu za vlády Matěje Basaraba v letech 1632 až 1654. Podle místní tradice se stará klášterní osada, zpočátku to byl klášter mnichů, datuje kolem roku 1400 z doby svatého Nikodéma z Tismany. Místo dřevěného kostela byla současná stavba postavena až na konci 17. století. Za skutečné zakladatele lze považovat Milca Băiașula, syna zdejších horníků srbského původu, který požádal panovníka o položení základního kamene nového kostela.

## Geografie
Město leží v kotlině východně od pohoří Mehedinți a prochází jím 45. rovnoběžka severní šířky. V jeho blízkosti protéka řeka Brebina, která se rovněž nedaleko města vlévá do řeky Motru.

## Doprava
Městem prochází silnice DN67D, která spojuje města Băile Herculane v župě Caraș-Severin a Târgu Jiu v župě Gorj. V blízkosti se nenachází žádná železnice.

## Pamětihodnosti
- klášter v Baia de Aramă